# Cadena humana

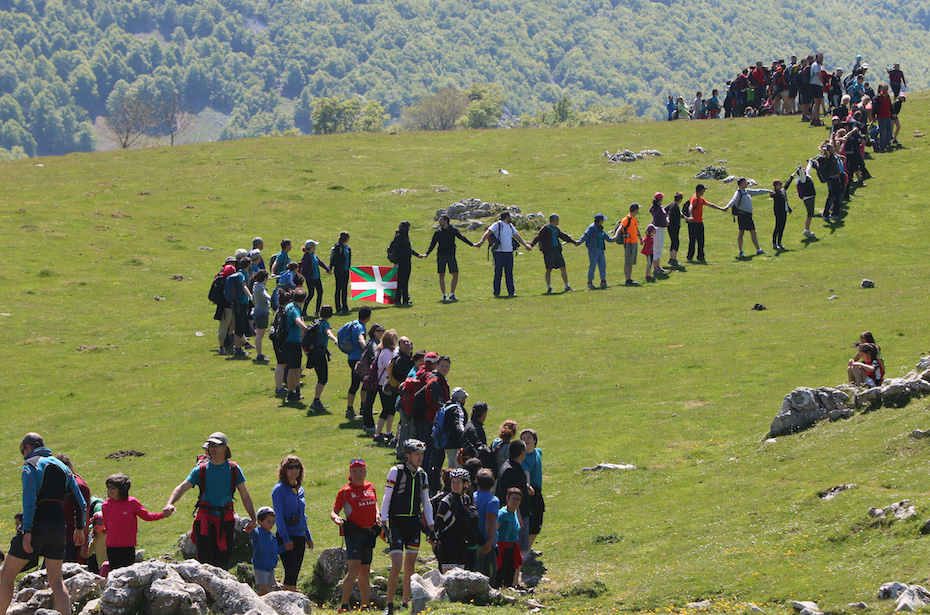
Cadena Humana por la Autodeterminación Vasca, 2014.

Una cadena humana es una forma de manifestación civil en la cual miles de personas se unen de brazos y manos para formar una sola línea que puede extenderse por varios kilómetros, con el propósito de mostrar solidaridad política a determinadas causas.
Las cadenas pueden involucrar a miles de personas, el récord mundial a la cadena humana más larga la obtuvo en 2020 la ciudad de Bihar, India, que se estimó que incluía a 51,7 millones de personas a lo largo de 18 000 kilómetros (11 184,7 mi), para apoyar los esfuerzos del gobierno en pro de la conservación del medio ambiente y la erradicación de los males sociales 